# Citi Field
El Citi Field es un estadio localizado en Queens de la ciudad de Nueva York. Fue terminado en 2009 y es la sede de los New York Mets, equipo de la Grandes Ligas de Béisbol. Tiene un aforo para 41.922 espectadores y se construyó como reemplazo del Shea Stadium. El montante de casi 900 millones de dólares fue financiado por venta de bonos municipales, que han de ser pagados por los Mets con intereses. Los pagos compensarán los impuestos de propiedad durante la vida útil del parque.
Además en este estadio se presentó el ex-Beatle sir Paul McCartney, en una serie de tres conciertos los cuales quedaron grabados en el CD/DVD "Good Evening New York City". Además McCartney fue el que inauguró este estadio creado en el mismo campo que el Shea Stadium cuyo último concierto se vivió con Billy Joel y McCartney.
Citi Field fue escenario de Juego de Estrellas de año 2013 y la Serie Mundial de año 2015.